# L'Alcúdia de Veo
L'Alcúdia de Veo (en castellà i oficialment Alcudia de Veo, i en la parla xurra, L'Alcudia de Veyo) és un municipi del País Valencià situat a la comarca de la Plana Baixa. El predomini lingüístic és distint a les seues tres entitats poblacionals. Al cap del municipi, l'Alcúdia de Veo, és el castellà, mentre que a Veo i a Benitandús és el valencià. El terme municipal confronta amb els de Suera, Tales, Artana, Eslida, Aín i Algímia d'Almonesir.

## Geografia

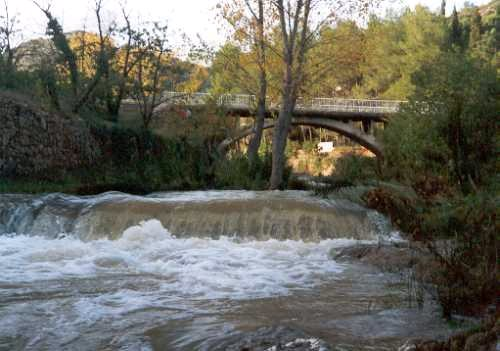
Riu Veo

Situat al vessant septentrional de la Serra d'Espadà a la vora del riu de Veo i en ple cor del parc natural de la Serra d'Espadà entre boscos, així com abundants brolladors.
El seu terme municipal és totalment muntanyós i gran part del mateix es troba poblat de grans extensions de bosc on les espècies predominants són les sureres, pins i alzines. Així, les 2.229 hectàrees del terme municipal estan ocupades per extensions boscoses i només 144 per superfícies de cultius. El nucli urbà de l'Alcúdia de Veo, així com el de Veo s'estenen a la solana d'una muntanya, junt amb la carretera Onda-Aín i a la vora del riu de Veo.
Quant al clima únicament sol haver-hi dies freds en la temporada hivernal, que de totes les maneres, no solen ser nombrosos. Les pluges es produïxen amb una gran irregularitat, establint-se forts contrastos entre els anys d'abundància i altres de pronunciada sequera.
S'accedix a este poble des de Castelló prenent la CV-20 i després la CV-10 i posteriorment la CV-223.

### Pedanies
Al terme municipal de l'Alcúdia de Veo es troben els següents nuclis de població, a banda del cap municipal:
- Benitandús
- Veo
- Xinquer (deshabitat).
- Alfara (desaparegut).

## Demografia
| 1990 | 1992 | 1994 | 1996 | 1998 | 2000 | 2002 | 2004 | 2005 | 2006 | 2007 | 2011 | 2012 |
| ---- | ---- | ---- | ---- | ---- | ---- | ---- | ---- | ---- | ---- | ---- | ---- | ---- |
| 197  | 188  | 180  | 181  | 177  | 220  | 203  | 204  | 205  | 211  | 228  | 229  | 221  |

## Història
Hi ha poques notícies referents als orígens de la població. Les restes més antigues que es coneixen de la mateixa pareixen remuntar-se a l'existència d'una xicoteta alqueria andalusina. Degué ser conquerida per les tropes del rei Jaume I en data semblant a la de les poblacions veïnes, és a dir, cap al 1238.
Lloc de moriscos, el 1609, l'any en què es va produir la seua expulsió, tenia 210 cases, 175 al nucli principal i 35 a Benitandús, segons dades del Cens de Caracena, és a dir, un volum molt considerable d'habitants. Sembla, però, més raonable l'estimació de Jofré de Blanes, encarregat de certes tasques d'expulsió dels moriscos, qui, en una missiva sense data adreçada al marqués de Caracena, anotà que hi havien 46 cases i 190 habitants entre Benitandús i l'Alcúdia de Veo. Després de l'expulsió dels moriscos, va quedar pràcticament despoblat. Cap a l'any 1900 va assolir un màxim de població. No obstant això, entre eixa data i el 1965 va perdre el 47% de la seua població. A principi dels setanta tenia 458 habitants. En el cens de 2005 es registren 205 persones.

## Economia
Els sectors econòmics tradicionalment es basava en l'agricultura de secà predominant l'olivera, ametler, garrofera i cirerer. Els percentatges de distribució de la població per sectors econòmics reflectixen una clara influència del sector industrial de la Plana al municipi, ja que un 36,4% de la població s'hi dedica.

## Alcaldia
Des de 2023 l'alcalde de l'Alcúdia de Veo és Mariano Molina Palanques del Partit Socialista del País Valencià (PSPV).
| Període                       | Alcalde o alcaldessa        | Partit polític | Data de possessió | Observacions |
| ----------------------------- | --------------------------- | -------------- | ----------------- | ------------ |
| 1979–1983                     | José Ballester Palanques    | UCD            | 19/04/1979        | --           |
| 1983–1987                     | Serafín Villalba Pallarés   | PSPV-PSOE      | 28/05/1983        | --           |
| 1987–1991                     | Serafín Villalba Pallarés   | PSPV-PSOE      | 30/06/1987        | --           |
| 1991–1995                     | Antonio Gil Barres          | PSPV-PSOE      | 15/06/1991        | --           |
| 1995–1999                     | Mª Carmen Alós Herrera      | PSPV-PSOE      | 17/06/1995        | --           |
| 1999–2003                     | Mª Carmen Alós Herrera      | PSPV-PSOE      | 03/07/1999        | --           |
| 2003–2007                     | Mª Carmen Alós Herrera      | PSPV-PSOE      | 14/06/2003        | --           |
| 2007–2011                     | Mª Carmen Alós Herrera      | PSPV-PSOE      | 16/06/2007        | --           |
| 2011–2015                     | Mª Carmen Alós Herrera      | PSPV-PSOE      | 11/06/2011        | --           |
| 2015–2019                     | Maria Eugenia Villar Pastor | PSPV-PSOE      | 13/06/2015        | --           |
| 2019-2023                     | Maria Eugenia Villar Pastor | PSPV-PSOE      | 15/06/2019        | --           |
| Des de 2023                   | Mariano Molina Palanques    | PSPV-PSOE      | 17/06/2023        | --           |
| Fonts: Generalitat Valenciana |                             |                |                   |              |

## Cultura
A l'Alcúdia hi ha diversos monuments tant civils com religiosos :

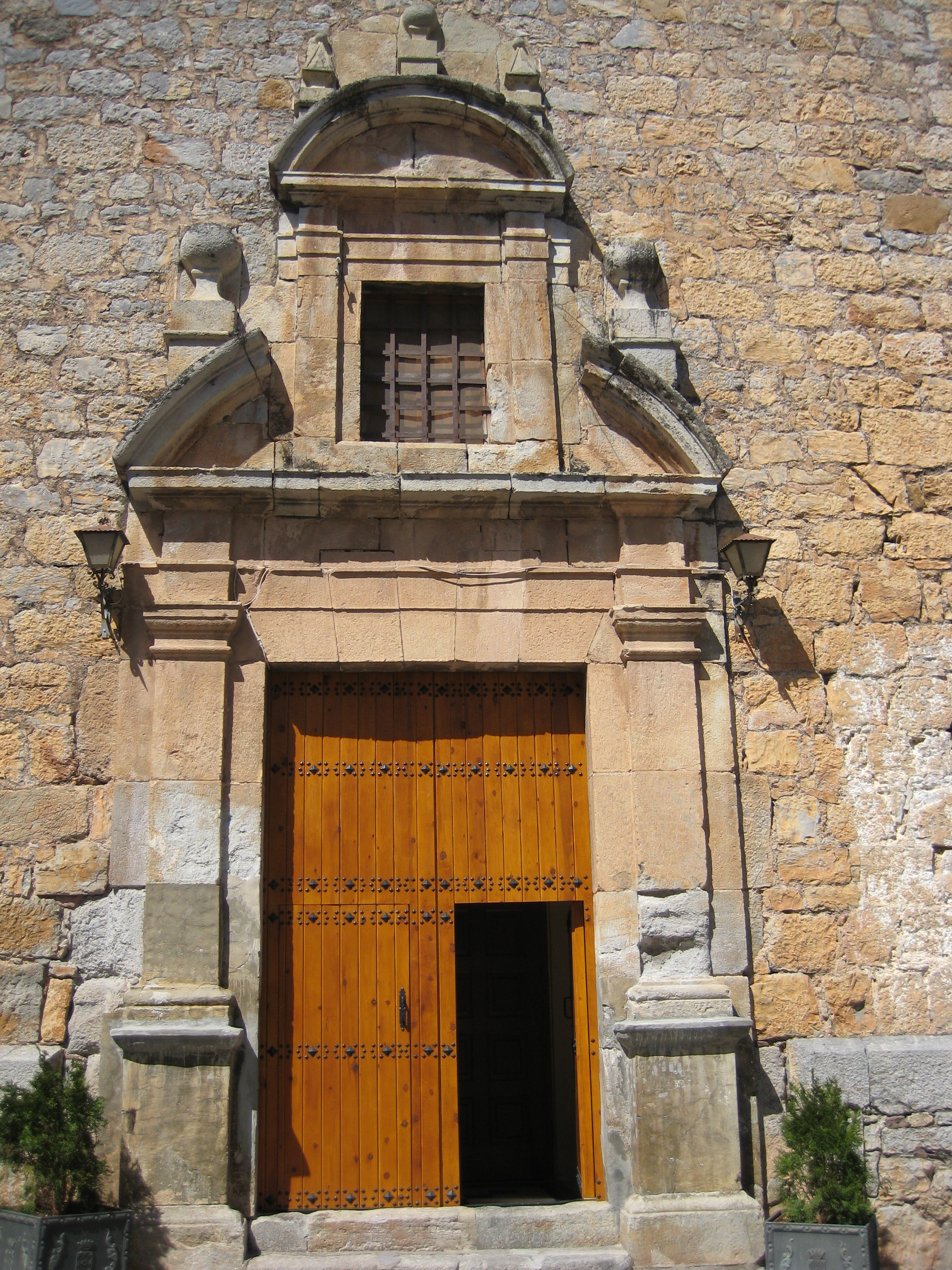
Portada de l'església

- Església de Sant Miquel. Situada a l'Alcúdia de Veo. Obra del segle xviii.
- Església de la Mare de Déu de l'Assumpció. Situada en Veo. És d'estil barroc desornamentat. Posseïx una sola nau i amb capelles laterals.
- Església de la Mare de Déu dels Desemparats. Situada en Benitandús.
- Església de la Puríssima Concepció. Situada al poble abandonat de Xinquer i en ruïnes.
- Castell de l'Alcúdia de Veo. Com la majoria dels de la serra podria ser d'origen àrab, encara que el seu estat actual i la falta de bibliografia sobre el mateix dificulten en gran manera la seua datació exacta. Encara que es troba en ruïnes es pot observar que degué ser un castell d'una certa envergadura i bella factura. Hui es troba quasi ocult per la vegetació que l'envolta. No obstant això, una observació detinguda de les seues restes descobrix pràcticament la totalitat de l'emmurallament del recinte. Així mateix, també es poden veure part de les seues torres de defensa i la torre principal.
- Castell de Xinquer. Situat al poblat abandonat de Xinquer. El castell seguix les pautes i tipologia habituals de les fortaleses musulmanes, encara que no es pot assegurar amb rotunditat el seu origen i la datació per la falta de bibliografia sobre el mateix. Construït sobre un gran penyal el seu accés resulta molt difícil.
- La Nevera. Està construcció era utilitzada per a emmagatzemar la neu caiguda durant l'hivern amb l'objectiu de comercialitzar-la en la pròxima ciutat de València.

Altres llocs d'interés són:

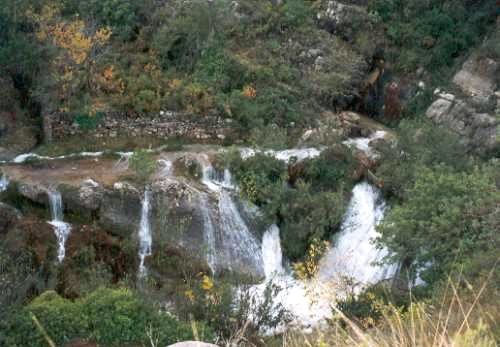
Font de la Chelva

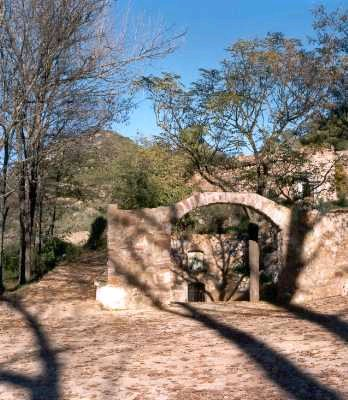
Font de Sant Pere

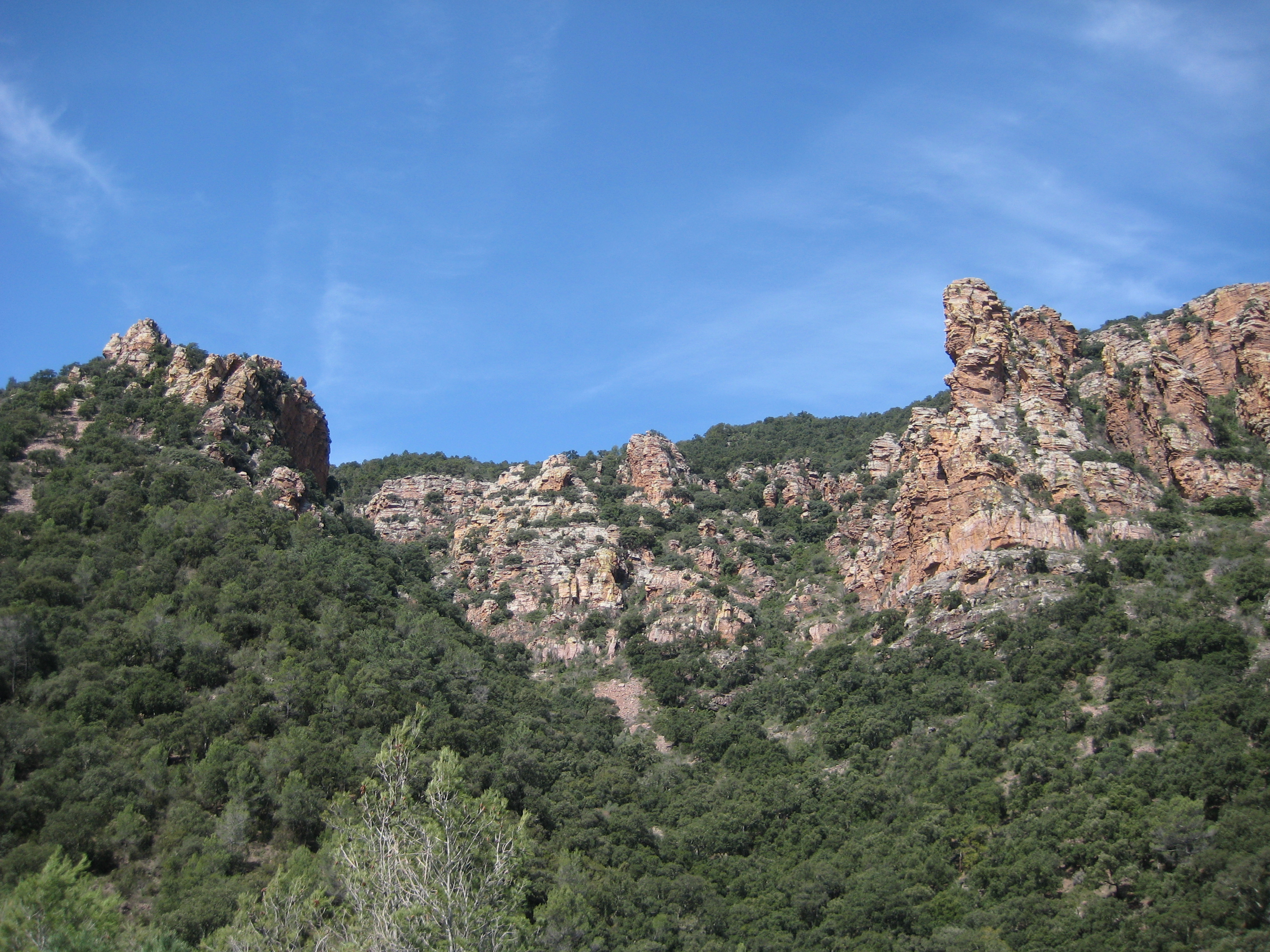
Orgues de Benitandús

- Embassament de Benitandús. Xicotet embassament que reté les aigües del riu de Veo. També se'l coneix com a embassament d'Onda.
- Microreserva i Pic d'Espadà. La valuosa vegetació que cobrix esta muntanya ha fet que la Conselleria de Medi Ambient la protegisca amb la figura de Microreserva de Flora. En la mateixa s'observen exemplars de gran port de sureres, carrasques i pins; i també alguns exemplars de castanyers aïllats al seu vessant d'ombria. L'accés a la cima del Pic Espadà resulta prou fàcil a través de pistes forestals i l'esforç es veu recompensat per les vistes que es contemplen.
- Bosc de castanyers del barranc de la Juliana i de Xinquer. Xicotets boscos situats al barranc de la Juliana i a les proximitats del poblat abandonat de Xinquer. La seua importància consistix en el fet que no és possible trobar una massa forestal semblant a aquesta a tot el País Valencià. S'estima que alguns exemplars posseïxen més de 200 anys.
- Cova i font de la Chelva. Obertura vertical a la roca de la muntanya per on brolla gran cabal d'aigua, que al despenyar-se per altres roques al llit del barranc forma uns atractius tolls d'aigua. A l'interior de la cavitat es forma una gruta natural per la que transcorre un gran riu d'aigua només accessible per a experts proveïts d'equip de busseig i neopré. També se la coneix com a Cova del Bou.
- Font de Sant Pere. L'aigua brolla quasi arran de sòl per les canelles que es troben als peus de la imatge en ceràmica de Sant Pere.

Altres fonts del terme municipal són: Font del Xinquer, Font Canaleta, Font Sarró, Font Ullastre, Font Rodenal.
- Cova de la Iguala. D'especial interés per les restes arqueològiques de l'edat del bronze que s'hi han trobat.
- Orgues de Benitandús. Impressionant paratge geològic creat per l'erosió de les aigües. Se'l denomina així perquè els seus pollegons paral·lels s'assemblen als tubs d'un orgue. Imprescindible la seua ascensió per als bons amants de la muntanya.

En el panorama festiu destaquen diverses celebracions:
- Sant Antoni. Se celebren normalment el cap de setmana anterior a Sant Antó. Se celebren a la pedania de Veo, realitzant-se mostra de bous i processó d'animals, repartint-se el rotllo i amb l'encesa d'una foguera.
- Festa de Sant Pere Màrtir. Patró del poble. Se celebra el 29 d'abril i consistix a realitzar una romeria fins a la font del Sant on es repartixen rotllos a tots els assistents.
- Festes del Crist de la Salut. Se celebra el 30 d'abril. Destaca la processó de les "destrals" on nombrosos fidels acudixen a complir les seues "promeses" per la sanació d'alguna malaltia.
- Festa de la Mare de Déu dels Desemparats. Se celebra el segon diumenge de maig a la pedania de Benitandús. Gents dels pobles veïns acudixen a celebrar la festa i degustar una bona paella.
- Festes de la Mare de Déu del Rosari i Sant Francesc Xavier. Festes d'estiu. Durant la segona setmana d'agost s'organitzen tot tipus d'activitats festives pròpies de l'estiu amb balls, vaquetes i bous embolats.
- Sant Miquel Arcàngel. Titular de la parròquia. Se celebra el 29 de setembre.

Pel que fa a la gastronomia els plats típics són: L'olla de poble, la carn a la brasa i les orelletes.